# John Eriksson (Fußballspieler)

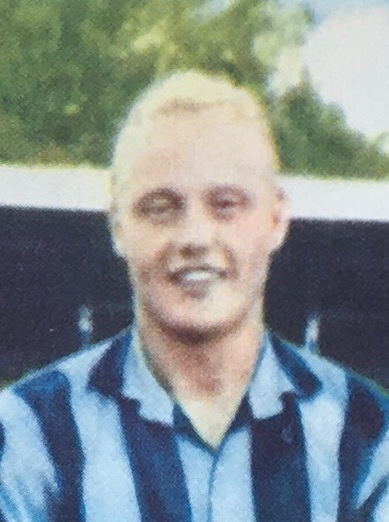
John Eriksson (1960)

John Rune „Jompa“ Eriksson (* 12. März 1929 in Stockholm; † 24. März 2020) war ein schwedischer Fußballspieler. Der Stürmer, der zwischen 1951 und 1955 in zehn Länderspielen für die schwedische Nationalmannschaft zehn Tore erzielt hat, gewann mit dem Stockholmer Klub Djurgårdens IF zweimal den Von-Rosens-Pokal für den schwedischen Landesmeister. Er war 1955 erster schwedischer Torschütze im Europapokal der Landesmeister.

## Werdegang
Der aus Högalid stammende Eriksson zog mit seiner Familie im Alter von zehn Jahren in den Stockholmer Stadtteil Hjorthagen. Beim Stadtteilverein Värtans IK debütierte er 1948 im Erwachsenenbereich und trat als regelmäßiger Torschütze in Erscheinung.
Bereits 1950 lud Birger Sandberg, der Mannschaftsverantwortliche von Djurgårdens IF, Eriksson zum Probespiel bei der Reservemannschaft ein. Der Wechsel kam jedoch erst im folgenden Jahr zustande, als der Klub einen Nachfolger für den zu Atalanta Bergamo abgewanderten Hasse Jeppson suchte. In der Allsvenskan war er auch auf Anhieb als Torschütze erfolgreich, direkt bei seinem Debüt Ende Juli 1951 erzielte er beim 3:1-Auswärtserfolg beim Göteborger Verein GAIS sein erstes Erstligator. Nur wenige Wochen nach seinem Erstligadebüt berief das Auswahlkomitee des Svenska Fotbollförbundet ihn in die Nationalmannschaft. Beim 3:2-Erfolg über Finnland am 2. September 1951 drehte er mit der Auswahlmannschaft einen 0:2-Rückstand, als er nach dem Ausgleich durch zwei Tore von Arne Lundqvist das Tor zum Endstand erzielte. In den folgenden Jahren hielt er sich im Kreis der Landesauswahl, kam aber bis 1955 nur unregelmäßig zum Einsatz. Dabei sticht das Länderspiel gegen die ungarische Nationalmannschaft im Herbst 1953 heraus, als er zehn Tage vor dem historischen 6:3-Erfolg der Goldenen Elf gegen England beim 2:2-Unentschieden abermals den Treffer zum Endstand erzielte.
Nachdem der Klub sich am Ende der Allsvenskan-Spielzeit 1952/53 mit dem dritten Rang erstmals einen Platz im vorderen Tabellendrittel belegt hatte, holte die Mannschaft am Ende der Spielzeit 1954/55  35 Jahre nach der damals noch im Pokalmodus ausgetragenen Meisterschaft den schwedischen Meistertitel. Mit 33 Pluspunkten und damit vier Punkten Vorsprung auf Vizemeister Halmstads BK dominierte Djurgårdens IF die Liga und qualifizierte sich somit für den erstmals ausgetragenen Europapokal der Landesmeister. Nach einem 0:0-Unentschieden im Hinspiel gegen den polnischen Vertreter Gwardia Warschau erzielte Eriksson beim 4:1-Auswärtserfolg im Rückspiel mit einem Hattrick zwischen der 5. und 22. Spielminute – unterbrochen vom zwischenzeitlichen Ausgleich von Krzysztof Baszkiewicz – die ersten Tore für einen schwedischen Klub in diesem Wettbewerb. Im Viertelfinale scheiterte die Mannschaft mit zwei Niederlagen am schottischen Vertreter Hibernian Edinburgh, wobei wegen des in Schweden bereits angebrochenen Winters kurzerhand beide Spiele in Schottland ausgetragen wurden. Im Sommer des Jahres hatte Eriksson ein Angebot des FC Toulouse für einen Wechsel in die französische Division 1 bekommen. Dies war dem frisch Verheirateten jedoch nicht hoch dotiert genug, so dass er es ablehnte.
Nach drei Spielzeiten im vorderen Mittelfeld gewann Eriksson in der Spielzeit 1959 mit DIF erneut den Meistertitel. Dem Erfolg folgte jedoch der Absturz, am Ende der folgenden Spielzeit belegte der Klub einen Abstiegsplatz. Nach 69 Ligatoren in 123 Allsvenskanspielen verließ er den Verein und schloss sich als Spielertrainer dem Amateurverein Vällingby AIK an. Später gründete er beim Ängby IF eine Fußballschule und war parallel zu seiner beruflichen Tätigkeit in der Sozialarbeit für Jugendliche als Trainer im Amateurbereich tätig, darunter 1968 bis 1969 als erster hauptamtlicher Trainer des späteren Erstligisten IF Brommapojkarna.
Während seiner Zeit bei Djurgårdens IF nahm Eriksson an Auslandstourneen der Mannschaft teil, die in die Vereinigten Staaten, nach Japan, China und – als erste Mannschaft aus dem Westen – in die Sowjetunion führten. In Japan trat die Mannschaft auch im Eishockey gegen die japanische Nationalmannschaft an. Insbesondere da der Klub über Spieler wie Sven Tumba und Gösta Sandberg verfügte, die in beiden Sportarten reüssierten, gelang beim als Länderspiel angekündigten Vergleich ein 9:5-Erfolg.